# مایک پورتنوی
مایکل استیون پورتنوی (انگلیسی: Michael Stephen Portnoy؛ زادهٔ ۲۰ آوریل ۱۹۶۷) موسیقی‌دان آمریکایی است که درامر گروه پراگرسیو متال دریم تیتر و یکی از مؤسسان پروژه منحل شده Liquid Tension Experiment است.
پورتنوی در سال ۲۰۱۰ پس از ۲۵ سال از دریم تیتر جدا شد و به گروه اونجد سون فولد پیوست تا جای خالی دوست نزدیکش جیمی سولیوان را پر کند. مایک منجینی جای او را به عنوان درامر دریم تیتر گرفت. در اکتبر ۲۰۲۳، ۱۳ سال پس از جدایی او، گروه بازگشت دوباره پورتنوی را اعلام کرد.

## زندگی و حرفه
پورتنوی در ۲۰ آوریل ۱۹۶۷ در لانگ بیچ، نیویورک به دنیا آمد. او یهودی است. پدرش، هاوارد پورتنوی (۱۹۴۰–۲۰۰۹)، دی‌جی یک ایستگاه رادیویی محلی بود. مایک و پدرش بعداً به کارمل-بای-د-سی (کالیفرنیا) نقل مکان کردند تا در ایستگاه رادیویی KRML کار کنند، پس از آنکه فیلم میستی را برایم پخش کن محصول ۱۹۷۱ را تماشا کردند. مادرش در ۱۶ نوامبر ۱۹۸۴ درگذشت، زمانی که هواپیمای شخصی‌ای که او و دوست‌پسرش سوار آن بودند، در سواحل آتلانتیک سیتی سقوط کرد.
اولین کیت درام او را پدربزرگش وقتی ۱۱ ساله بود برایش خرید.
پورتنوی پس از پیوستن به اونجد سون‌فولد در ۲۰۱۰، چهره جیمی سولیوان را به شکل خفاش مرگ (Deathbat) روی بدن خود تتو کرد.